# تصحيح البصر
يقوم تصحيح البصر على تقديم الرعاية الصحية مثل فحص العيون والجهاز البصري للكشف عن العيوب والمشاكل بالإضافة للتشخيص الطبي وعلاج أمراض العيون.
بدأ مجال تصحيح البصر تقليديًا بالتركيز الأساسي على تصحيح أسواء الانكسار من خلال استخدام النظارات الطبية. تطور تصحيح البصر بعد ذلك في العصر الحديث بحيث أصبح له منهج تعليمي بالإضافة لبرامج تدريب طبي مكثفة في معظم دول العالم من أجل تعلم تشخيص وعلاج أمراض العين إذ يجري تأسيس المهنة وتنظيمها بشكل علمي وواضح.
مصحّحو البصر (أو كما يُعرفون في الولايات المتحدة وكندا باسم أطباء تصحيح البصر، بدرجة أعلى في المملكة المتحدة وفي جميع أنحاء العالم بالنسبة لأولئك الذين يحملون درجة الدكتوراه في تصحيح البصر) هم اختصاصيون في تقديم الرعاية الأولية للعين من خلال الفحوصات الشاملة للكشف عن مختلف أنواع المشاكل البصرية كتشوهات وأمراض العين وعلاجها. يختلف نطاق عمل مصحّح البصر حسب المكان باعتبارها مهنة منظمة، إذ تُحال الاضطرابات أو الأمراض التي تُكتشف خارج النطاق العلاجي لتصحيح البصر، مثل تلك التي تتطلب تداخلًا جراحيًا، إلى الأطباء المختصين للحصول على الرعاية المناسبة، وهم غالبًا أطباء العيون المتخصصون في مجال الرعاية الطبية والجراحية للعين. يعمل مصحّحو البصر جنبًا إلى جنب مع غيرهم من الاختصاصيين في العناية بالعيون، مثل طبيب العيون والنظاراتي، من أجل تقديم العناية الجيدة لعامة الناس.

## أصل الكلمة
اشتُق المصطلح الإنجليزي optometry من الكلمتين اليونانيتين «opsis» التي تعني الرؤية، و«metron» التي تعني «أداة قياس» أو «قياس» أو «مسطرة». دخلت الكلمة اللغة عندما كانت تسمى أداة قياس الرؤية «مقياس البصر». كلمة الجذر «أوبتو» هي صيغة مختصرة مشتقة من الكلمة اليونانية «أوفتالموس» التي تعني «العين». يُنظم تعليم وشهادة مصححي البصر في معظم البلدان مثل معظم مهن الرعاية الصحية. يتفاعل المهنيون المتخصصون في مجال تصحيح البصر والمنظمات المرتبطة بتصحيح البصر مع الوكالات الحكومية وغيرهم من المتخصصين في الرعاية الصحية والمجتمع لتقديم العناية للعيون عام وحاسة البصر بشكل خاص.

## تعريف تصحيح البصر ومهنة مصحح البصر
اعتمد المجلس العالمي للبصريات بالتعاون مع منظمة الصحة العالمية ونحو 75 مؤسسة لتصحيح البصر من أكثر من 40 دولة في جميع أنحاء العالم التعريف التالي لاستخدامه لوصف تصحيح البصر ومصحّح البصر:
تصحيح البصر هو مهنة تتبع للرعاية الصحية وتتمتع باستقلالية تعليمية وترخيصية، ومصحِّحو البصر هم ممارسو الرعاية الصحية الأولية للعين والجهاز البصري، ويقدمون رعاية شاملة للعين والبصر لحل المشاكل، التي تشمل أسواء الانكسار وغيرها، وتشخيصها وعلاج المرض في العين وإعادة تأهيل الظروف في الجهاز البصري.

## التاريخ
يرتبط تاريخ تصحيح البصر بتطوير:
- علم الرؤية (المجالات القريبة من الطب وعلم الأحياء الدقيقة والأعصاب وعلم وظائف الأعضاء وعلم النفس وما إلى ذلك).
- تصحيح البصر والعمليات البصرية.
- مهن رعاية العين الأخرى.

يرجع تاريخ تصحيح البصر إلى الدراسات المبكرة حول علم البصريات وتكوين العين للصور. ترجع أصول علم تصحيح البصر إلى بضعة آلاف من الأعوام ما قبل الميلاد بدليل وجود عدسات للزينة في اليونان وهولندا.
بقي توقيت صنع أول نظارات مجهولًا حتى الآن. يناقش المؤرخ والعالم البريطاني السير جوزيف نيدهان في كتابه «العلم والحضارة في الصين» الادعاء العرضي بأن اختراع النظارات كان مصدره الصين. وذكر أن الاعتقاد استند غالبًا لمصدر كان قد عُدل خلال فترة حكم أسرة مينغ (من القرن الرابع عشر إلى القرن السابع عشر)، وأن الوثيقة الأصلية لم تتحدث عن النظارات، أما المراجع التي وُجدت قالت إن الصينيين استوردوا النظارات ولم يخترعوها.
تظهر الأبحاث التي أجراها ديفيد أ. جوس في الولايات المتحدة أن صناعة النظارات ربما كانت قد نشأت بشكل مستقل في أواخر القرن الثالث عشر في إيطاليا كما جاء في مخطوطة من عام 1305، إذ صرّح ريفالتو، وهو راهب من بيرا، بعد 20 عامًا من اختراع فن صناعة النظارات بأن النظارات كانت قد صُنعت في إيطاليا وألمانيا وهولندا بحلول عام 1300.
صرح البروفيسور بيرتولد لوفر، وهو عالم أنثروبولوجيا أمريكي ألماني، عام 1907 بأن العلوم التي نشأت في الهند كانت من أعظم العلوم، وبأنه من الضروري أن تكون النظارات قد عُرفت في الهند قبل وقت من اكتشافها في أوروبا.
وُثّق في سريلانكا خلال عهد الملك بوفانيكابو الرابع (1346-1353) من فترة غامبولا أن التقليد القديم المتمثل بصناعة عدسات بصرية باستخدام الحجر الطبيعي المسمى دياتاريبو قد مُنح رعاية ملكية.
صرح جوزيف نيدهام في كتابه العلم والحضارة بأن الورقة التي أصدرها لوفر قد وُجد بها الكثير من التناقضات، وبأن المراجع المعتمدة في الوثيقة التي استخدمها لوفر لم تكن موجودة في النسخ الأصلية ولكنها أضيفت في عهد أسرة مينغ.
بالرغم من كل ذلك، فإن الكلمة الألمانية «برِلّه» (نظارات) مشتقة من الكلمة السنسكريتية «فيدوريا». استُخدمت الكلمة اللاتينية «بيريّوس» في العصور الوسطى لوصف النظارات، و«بيزيكل» بالفرنسية (بصيغة الجمع) «سبيكتاكل»، والتي غُيرت من «البيريكل» الفرنسي القديم.
نشر بينيتو دازا دي فالديس أول كتاب كامل عن تصحيح البصر عام 1623، وذكر فيه استخدام وتركيب النظارات. كتب وليام مولينو أيضًا في عام 1692 كتابًا عن تصحيح البصر والعدسات وتحدث عن أفكاره واستنتاجاته حول حسر البصر ومشاكل الرؤية عن قرب. ساهم العلماء كلاوديوس بطليموس ويوهانس كيبلر أيضًا في إنشاء تصحيح البصر. اكتشف كيبلر كيف تخلق الشبكية الرؤية. اكتشف توماس يونغ، بعد دراسات امتدت من عام 1773 حتى عام 1829 تقريبًا، إعاقة اللابؤرية، وكان جورج بيدل آري هو من صمم النظارات التي احتوت على عدسات كروية أسطوانية صححت تلك المشكلة.
بالرغم من أن مصطلح تصحيح البصر ظهر في كتاب «طريقة وظاهرة الرؤية»، الذي تحدث فيه الطبيب الإسكتلندي وليام بورترفيلد عن العين، لكنه لم يُستخدم إلا في أوائل القرن العشرين في الولايات المتحدة وأستراليا من أجل وصف المهنة. ومع ذلك، أصبح هذا المصطلح في أوائل القرن الحادي والعشرين مقبولًا دوليًا وأصبح علامة فارقة لتمييزهم عن النظاراتيّ.

## التدريب والترخيص والتمثيل ونطاق الممارسة
يعترف العديد من الولايات القضائية بمهنة تصحيح البصر رسميًا. وتمتلك معظمها لوائح تتعلق بالتعليم والممارسة. يُطلب من مصححي البصر، شأنهم في ذلك شأن العديد من المتخصصين الآخرين في الرعاية الصحية، المشاركة في دورات التعليم المستمر للبقاء على اطلاع دائم بأحدث معايير الرعاية الصحية. يحتوي المجلس العالمي لتصحيح البصر على مورد يوفر معلومات أساسية عن مقدمي خدمات العناية بالعيون لأكثر من 46 دولة.

### أفريقيا
في عام 1993، كان هناك خمس دول أفريقية تُدرس تصحيح البصر وهي: السودان وغانا ونيجيريا وجنوب أفريقيا وتنزانيا.

#### السودان
تُعتبر كلية تصحيح البصر وعلوم الرؤية، التي أُنشئت عام 1954 كمعهد للبصريات في الخرطوم، هي المؤسسة الرئيسية لتدريب مصححي البصر في السودان. انضم المعهد لوزارة التعليم العالي عام 1986 باعتباره المعهد العالي لتصحيح البصر، وضُمّ في نهاية المطاف لجامعة النيلين عام 1997. يدّرس حاليًا البرامج التالية: 1- بكالوريوس في تصحيح البصر لمدة 5 سنوات مع التخصص الفرعي في العدسات اللاصقة أو التصوير العيني أو الطب العصبي العيني. 2- بكالوريوس في تكنولوجيا طب العيون، التي تتطلب أربع سنوات من التدريب؛ وبكالوريوس في العلاجات البصرية والتي تتطلب أيضًا أربع سنوات للحصول عليها. يقدم المعهد أيضًا درجة الماجستير والدكتوراه في تصحيح البصر. يُعتبر هذا المعهد الوحيد من نوعه في السودان، وكان أول مؤسسة للتعليم العالي في تصحيح البصر في الشرق الأوسط وأفريقيا. أُنشئ مستشفى جامعة النيلين للعيون عام 2010 كجزء من كلية تصحيح البصر وعلوم الرؤية من أجل توسيع القدرات التدريبية وخدمة المجتمع السوداني بشكل أكبر.

#### غانا
تنظم جمعية تصحيح البصر الغانية (جي أو إيه) ممارسة مهنة تصحيح البصر في غانا. يُمنح الطالب الشهادة بعد أن يتدرب لمدة ست سنوات في أي من الجامعتين الموجودتين في غانا واللتين تقدمان الدورة. يجب على مصحح البصر المتخرج حديثًا أن يقدم اختبارًا مؤهلًا لممارسة المهنة، وبعد ذلك يُقبل ويُمنح لقب (إم جي أو إيه).

### الشرق الأوسط
السعودية
أُنشئ قسم البصريات بجامعة الملك سعود منذ أكثر من 30 عام في المملكة العريية السعودية - الرياض، وفيه يدّرس بكالوريس برنامج دكتور البصريات تحت مظلة كلية العلوم الطبية التطبيقة، يتكون البرنامج من 5 سنوات دراسة وسنة واحدة تطبيقية (الامتياز) بمجموع 6 سنوات، يتخلل سنوات الدراسة أيضًا تأهيل لتشخيص امراض العيون الشائعة وعلاجها وصرف العدسات اللاصقة والاشراف المباشر على حالات كسل العين لدى الأطفال.